# Paramount Network
Paramount Network је амерички кабловско-телевизијски канал у власништву MTV Entertainment Group-а, одсека Paramount Global-а. Седиште мреже налази се у студију Paramount Pictures-а у Лос Анђелесу.